# Laury Cullen Jr.
Laury Cullen Jr. é um engenheiro florestal brasileiro, professor da Escola Superior de Conservação e Sustentabilidade, e pesquisador associado do Instituto de Pesquisas Ecológicas (IPÊ).
Tem mestrado em Biologia da Conservação pelo programa "Tropical Conservation and Development" da Universidade da Flórida.
Laury trabalha com pequenos proprietários de terra e com o Movimento Sem Terra utilizando agrofloresta para preservar a Mata Atlântica. Junto com o IPÊ, atua no Parque Estadual Morro do Diabo.
Em 2004, coordenava o projeto Detetives Ecológicos, do IPÊ, rastreando onças-pintadas no Alto Paraná para fins de conservação.

## Prêmios
Em 2002, recebeu dois prêmios Whitley Awards. Recebeu tanto o "Whitley Gold Award", principal prêmio, quanto o "Whitley Award Winner given in memory of Daniel Kelly, sponsored by The Rufford Foundation". Continuou recebendo financiamento, recebendo o prêmio "Continuation Funding" em 2004, 2008, 2009 e 2015.
Desde 2002, é um fellow da Ashoka. Em 2004, foi laureado com um “Rolex Awards for Enterprise”.